# Język kati
Język kati (język kamkata-viri) – język z grupy języków nuristańskich. Używany przez ludy Kata, Kom, Mumo i Ksto (łącznie 24 200 mówiących) na pograniczu Afganistanu i Pakistanu. Trzy silnie zróżnicowane dialekty: kata-vari, kamviri i mumviri. Nie wykształcił kultury pisanej.